# Heterachthes texanus
Heterachthes texanus är en skalbaggsart som beskrevs av Linsley 1957. Heterachthes texanus ingår i släktet Heterachthes och familjen långhorningar. Inga underarter finns listade i Catalogue of Life.